# Giovanni Del Rio
Giovanni Del Rio (Sindia, 12 de maig de 1925) és un polític sard. Llicenciat en jurisprudència, de ben jove va militar a la Democràcia Cristiana Italiana, adherit al corrent d'Amintore Fanfani.
A les eleccions regionals de Sardenya de 1953 fou escollit conseller regional per primer cop, i fou assessor regional de treball amb Luigi Crespellani i de transports, obres públiques, agricultura, ens locals, hisenda i indústria en altres governs. També ha estat president de Sardenya el 1967-1970 i el 1973-1976. El 1976 hagué de dimitir per haver estat escollit a la Cambra dels Diputats a les eleccions legislatives italianes de 1976, càrrec que va revalidar les eleccions legislatives italianes de 1979.
El 1982, però, tornà a ser conseller regionals, conseller d'estat i primer conseller i després president del Tribunal de Comptes, secció de control de Sardenya. El 1997 el posaren a pensions.
| Precedit per: Paolo Dettori            | President de Sardenya 1967 - 1970 | Succeït per: Lucio Abis   |
| Precedit per: Antonio Giagu De Martini | President de Sardenya 1973 - 1976 | Succeït per: Pietro Soddu |